# Sinbad: Legenda celor șapte mări
Sinbad: Legenda celor șapte mări (titlu original Sinbad: Legend of the Seven Seas) este un film de animație din 2003 produs de DreamWorks Animation și distribuit de DreamWorks Pictures.
Filmul a fost lansat pe 2 iulie 2003 și a primit recenzii mixte de la critici, lăudând animația, scenele de acțiune și spectacolele vocale, dar a criticat povestea și polarizarea CGI. Încasând 80,8 milioane de dolari cu un buget de 60 de milioane de dolari, Sinbad a fost un eșec de box office. DreamWorks a suferit o pierdere de 125 de milioane de dolari pentru un șir de filme, care aproape le-a falimentat. Până în prezent, acesta este ultimul film DreamWorks Animation care folosește animația tradițională, deoarece studioul a abandonat-o în favoarea animației pe computer. Cu toate acestea, DreamWorks a readus animația 2D pentru scurtmetrajul de 5 minute Bird Karma în 2018.

## Distribuție
- Brad Pitt ca Sinbad, un pirat și marinar aventuros arab care plănuiește să se retragă în Fiji.
- Catherine Zeta-Jones ca Marina, un ambasador trac, logodnica lui Proteus și interesul amoros al lui Sinbad.
- Michelle Pfeiffer ca Eris, frumoasa și manipulatoarea Zeiță a Discordiei și a Haosului care vrea să creeze distrugere în întreaga lume.
- Joseph Fiennes ca Prințul Proteus de Siracusa, nobilul prieten din copilărie al lui Sinbad și logodnicul Marinei.
- Dennis Haysbert în rolul lui Kale, Primul ofițer și prietenul lui Sinbad.
- Adriano Giannini ca „Șobolanul”, un observator italian al echipajului lui Sinbad.
- Timothy West ca regele Dymas  de Syracusa, tatăl lui Proteus.
- Jim Cummings ca Luca, un membru în vârstă al echipajului lui Sinbad.
- Conrad Vernon ca Jed, un membru comic puternic înarmat al echipajului lui Sinbad.
- Raman Hui ca Jin, un membru asiatic al echipajului lui Sinbad care face frecvent pariuri cu Li.
- Chung Chan ca Li, un membru asiatic al echipajului lui Sinbad care face frecvent pariuri cu Jin.
- Andrew Birch ca Grum și Chum, membri ai echipajului lui Sinbad.